# گنبد سلطانیه
گنبد سلطانیه آرامگاه اُلجایتو (سلطان محمد خدابنده) است. او هشتمین سلطان مغول بود. گنبد سلطانیه بین سال‌های ۱۳۰۲ تا ۱۳۱۲ میلادی (۷۰۳ تا ۷۱۳ هجری قمری) به دستور سلطان محمد خدابنده و با نظارت رشیدالدین فضل‌الله همدانی در شهر سلطانیه (پایتخت ایلخانیان) ساخته شد و از آثار مهم معماری ایرانی  به‌شمار می‌رود. گنبد سلطانیه در سال ۲۰۰۵ میلادی در فهرست آثار میراث جهانی یونسکو به ثبت رسیده‌است. این بنا سومین گنبد بزرگ آجری جهان پس از گنبد ایا صوفیه و کلیسای سانتا ماریا دل فیوره است.

## ویژگی‌های بنا

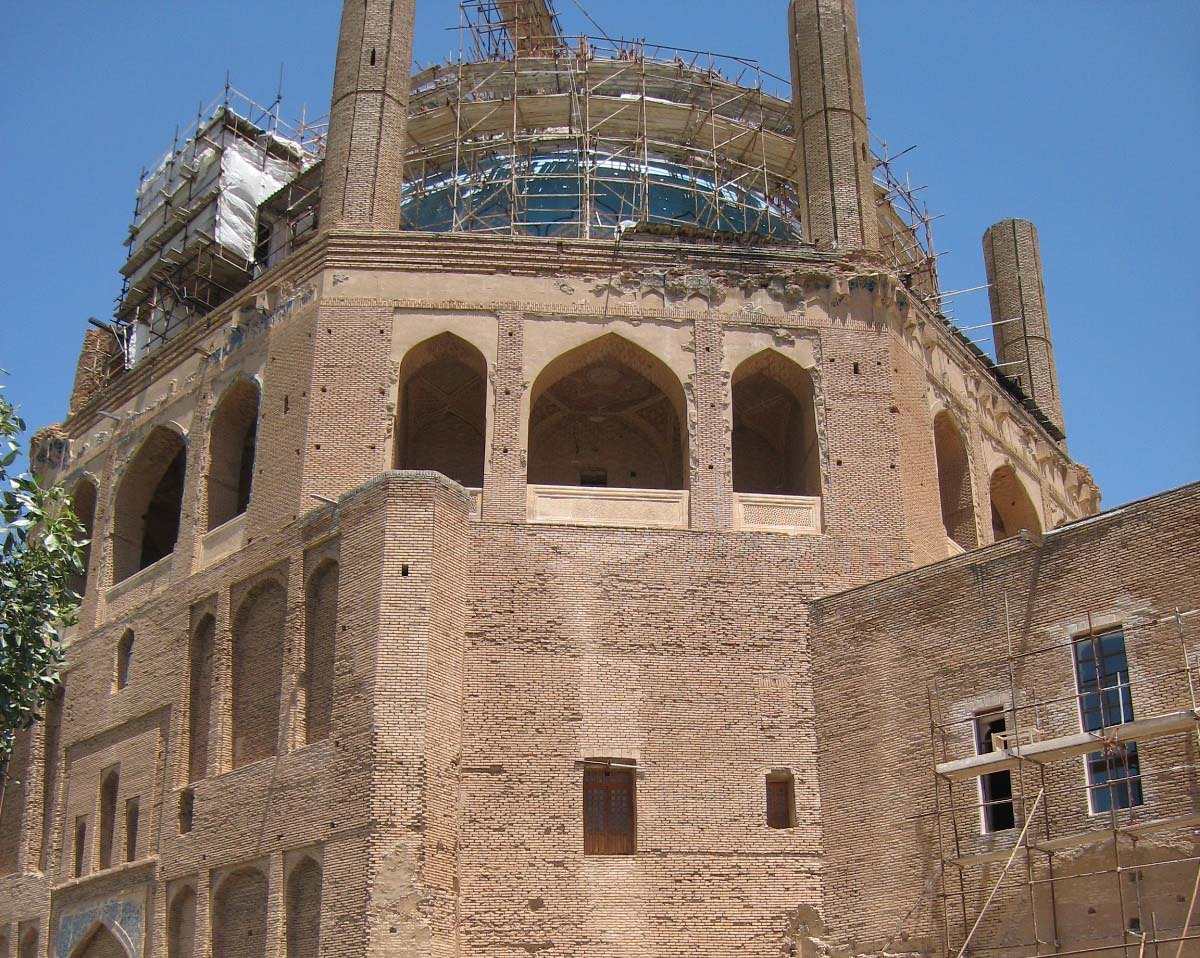
نمایی نزدیک از گنبد سلطانیه

گنبد مزبور در پنج فرسخی سمت شرقی شهر زنجان در داخل باروی شهر قدیم سلطانیه قرار گرفته و بنایی است هشت ضلعی که طول هر ضلع آن ۸۰ گز است. هشت مناره نیز در اطراف گنبد دارد؛ و قدیمی‌ترین گنبد دوپوش موجود در ایران است. رنگ گنبد آبی است. بر روی این اضلاع گنبد بلندی قرار دارد. ارتفاع بنا ۴۸٫۵ متر و قطر دهانه داخلی آن ۲۵٫۵ متر می‌باشد در قسمت بالایی آن ساختمان دور تا دور اتاق‌ها و غرفه‌گرفته. خود گنبد از کاشی‌های فیروزه‌ای رنگ پوشیده و سقف داخل اتاق‌های بالا با گچ‌بری‌ها و آجرهای رنگارنگ تزیین یافته‌است. در حاشیه طاقها آیات قرآنی و اسماالله با خط جلی نوشته شده‌است. حکاکی‌هایی در آجرهای دیوارها و سقف‌های رنگین بنا نیز دیده می‌شود.
تزیینات و چگونگی ساخت این آرامگاه در واقع نقطهٔ عطفی در معماری آن دوران بوده به این شکل که سبکی جدید را در معماری به‌وجود آورده که از معماری سلجوقی جدا شده‌است.

## پیشینه ساخت گنبد سلطانیه

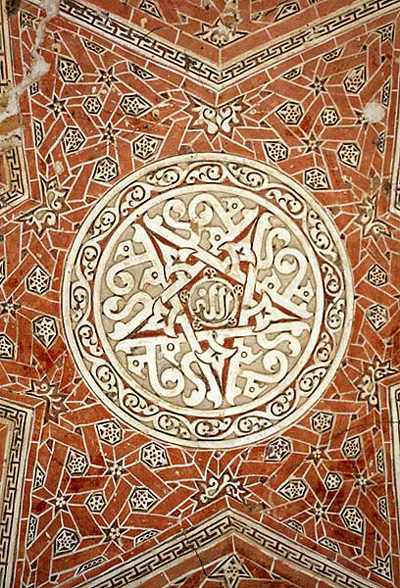
نمای داخلی گنبد سلطانیه

گنبد سلطانیه با رنگ فیروزه‌ای خود از تمام نقاط شهر پیداست. این گنبد در سال ۷۰۳ هجری قمری به دستور الجایتو (سلطان محمد خدابنده) ساخته شد. کار طراحی این گنبد هشت ضلعی هم بر عهده فضل‌الله همدانی وزیر ایلخانیان بود. این گنبد در طول مدت ده‌سال توسط معماری به نام سید علی شاه به همراه سه‌هزار کارگر برپا می‌گردد. بعد از اتمام ساخت کار تزیین بنا آغاز شده و سه‌سال زمان می‌برد.

## معماری

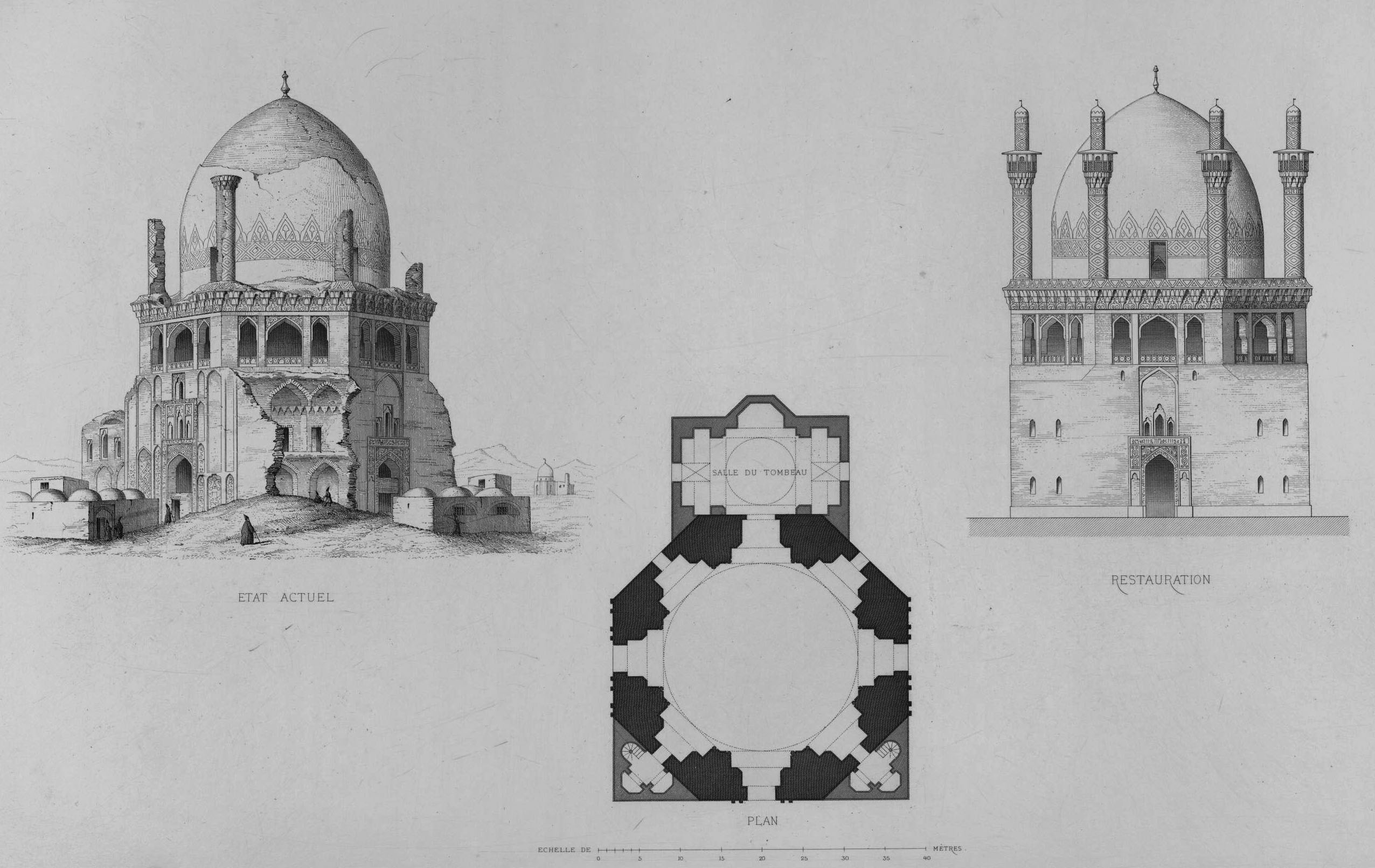
طرح و پلان گنبد سلطانیه در دوره محمدشاه قاجار اثر پاسکال کوست

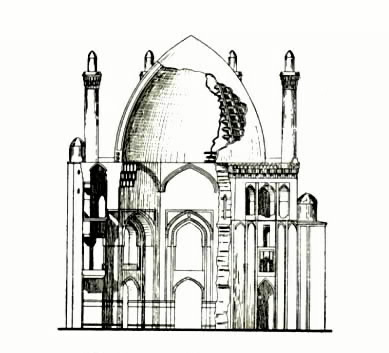
برش طبقات و گنبد

این بنا باشکوه‌ترین ساختمان شیوه آذری و شاید کل معماری ایران است که در کنار آن آرامگاه سلطان محمد خدابنده (الجایتو) ساخته شده‌است. از ارسن بزرگ سلطانیه که در بر گیرندهٔ بیمارستان، خانقاه و میانسرای آن بوده، تنها گنبدخانه و آرامگاه الجایتو بازمانده‌است. میان سرای نام برده شاید به اندازهٔ دو برابر میدان نقش جهان بوده‌است. فضای تربت خانه‌ها بعدها به آن افزوده شده‌است.
این بنا شامل ۸ ایوان و ۸ مناره است که گفته می‌شود از ۸ در بهشت (ابواب البر یا درهای نیکی) الگو گرفته‌است. بنا دربرگیرنده دو دوره تزئینات می‌باشد. دور اول تزئینات آجر و کاشی بوده که به واسطه آجر و کاشی آیاتی از قرآن و نام الله و محمد و علی و نام سلطان نوشته شده‌است اما پس از مدتی به دلیلی ناشناخته سلطان محمد خدابنده دستور پوشانیدن تزئینات کاشی با اندود گچ را می‌دهد. گنبد سلطانیه شامل سه بخش اصلی ورودی، تربت‌خانه و سردابه است.

## موقعیت
این بنای تاریخی با شهر زنجان، ۴۴ کیلومتر (۴۰ دقیقه) فاصله دارد. فاصله گنبد سلطانیه با تهران نیز حدود ۲۹۵ کیلومتر (سه ساعت و ۱۰ دقیقه) است. این جاذبه بی‌نظیر با فرودگاه زنجان، ۶۳ کیلومتر (یک ساعت)، با ایستگاه راه‌آهن زنجان، ۴۳ کیلومتر (۴۰ دقیقه) و با پایانه اتوبوسرانی زنجان ۴۴ کیلومتر (۴۳ دقیقه) فاصله دارد.

## نگارخانه

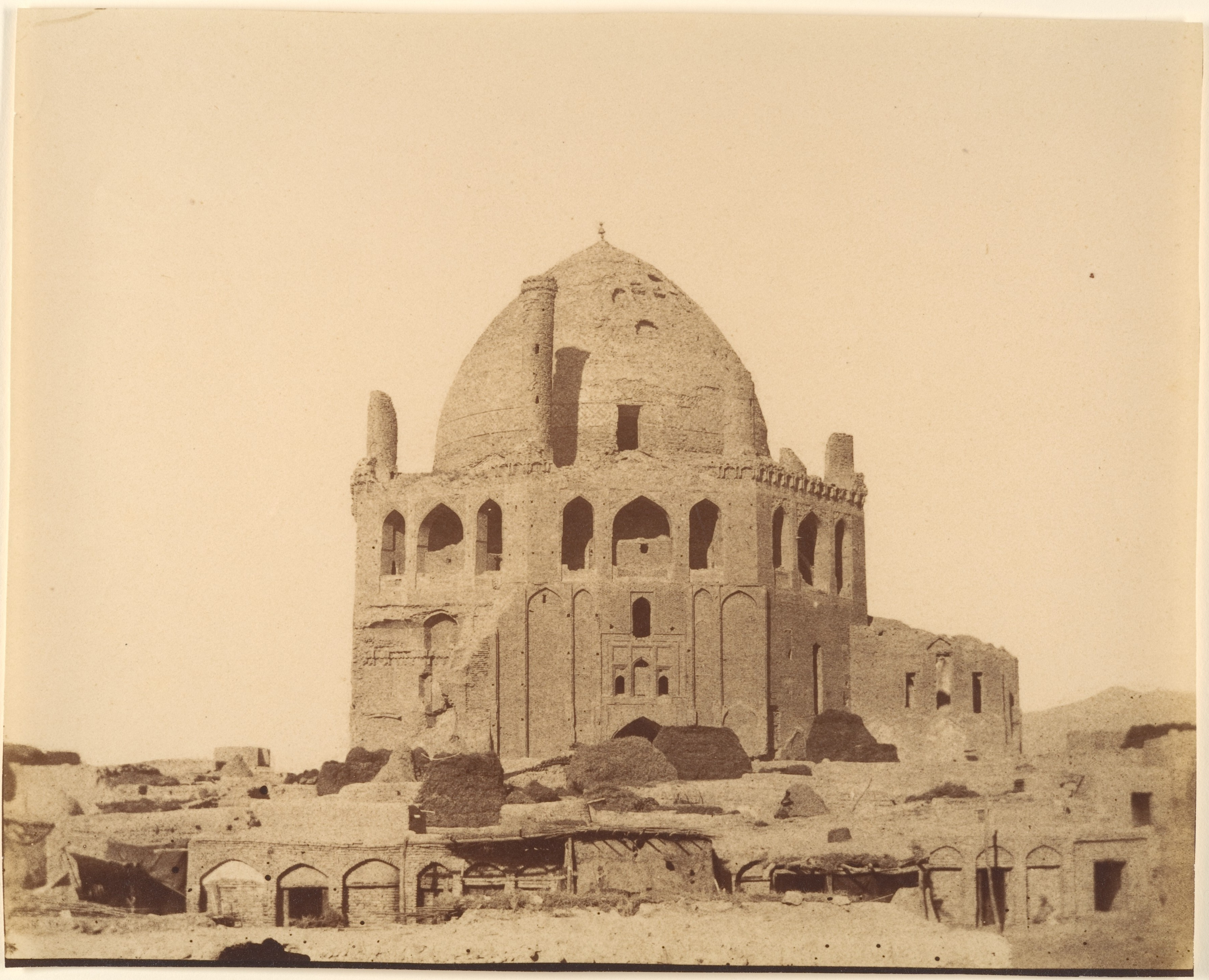
حدود سال‌های ۶۰–۱۸۴۰
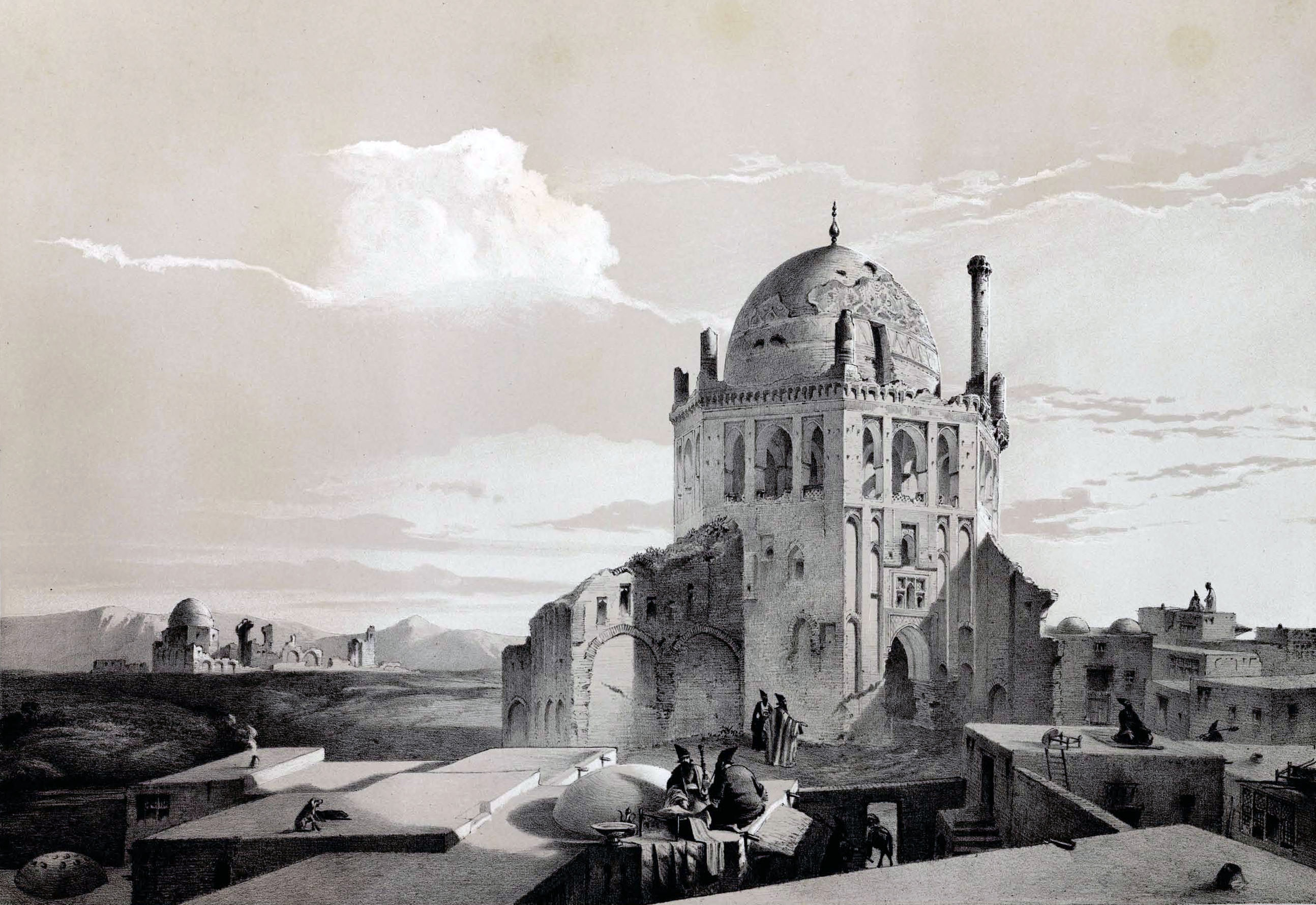
نگاره بنا در دوره محمدشاه قاجار اثر اوژن فلاندن
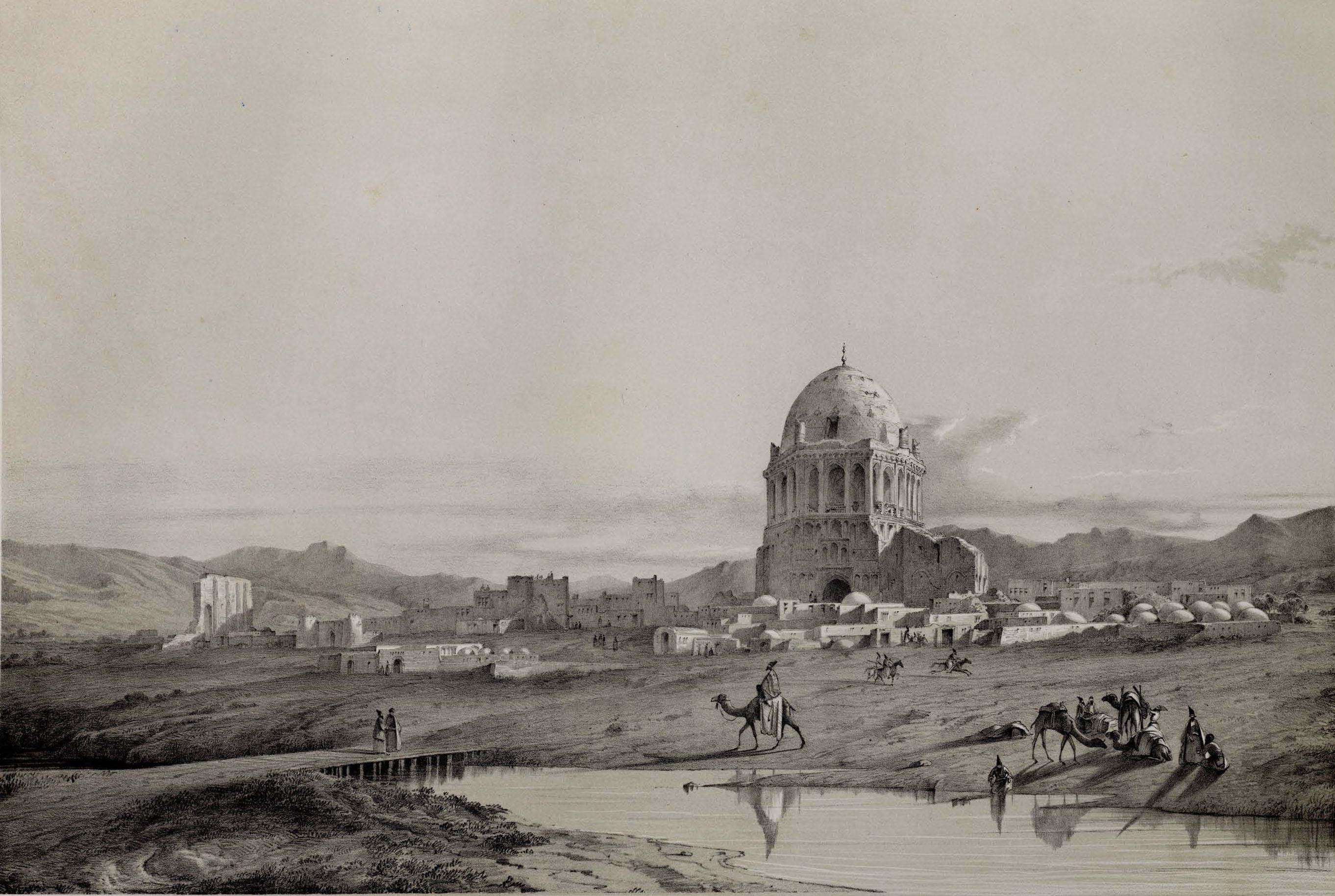
سلطانیه سال ۱۲۲۰ شمسی اثر اوژن فلاندن
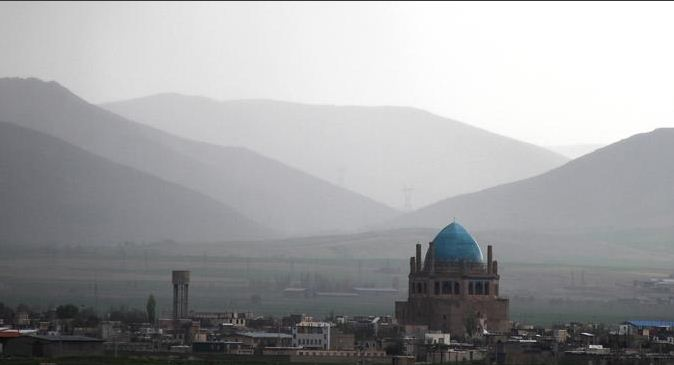
شهر سلطانیه
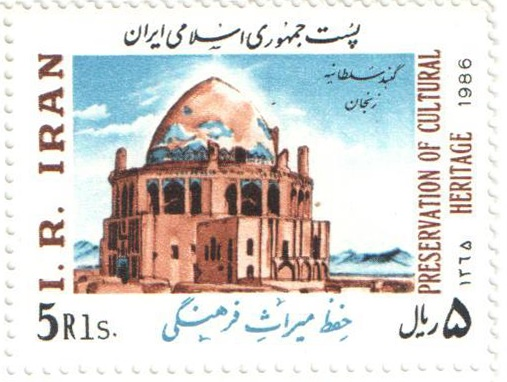
نگاره گنبد سلطانیه روی تمبر پستی ایران
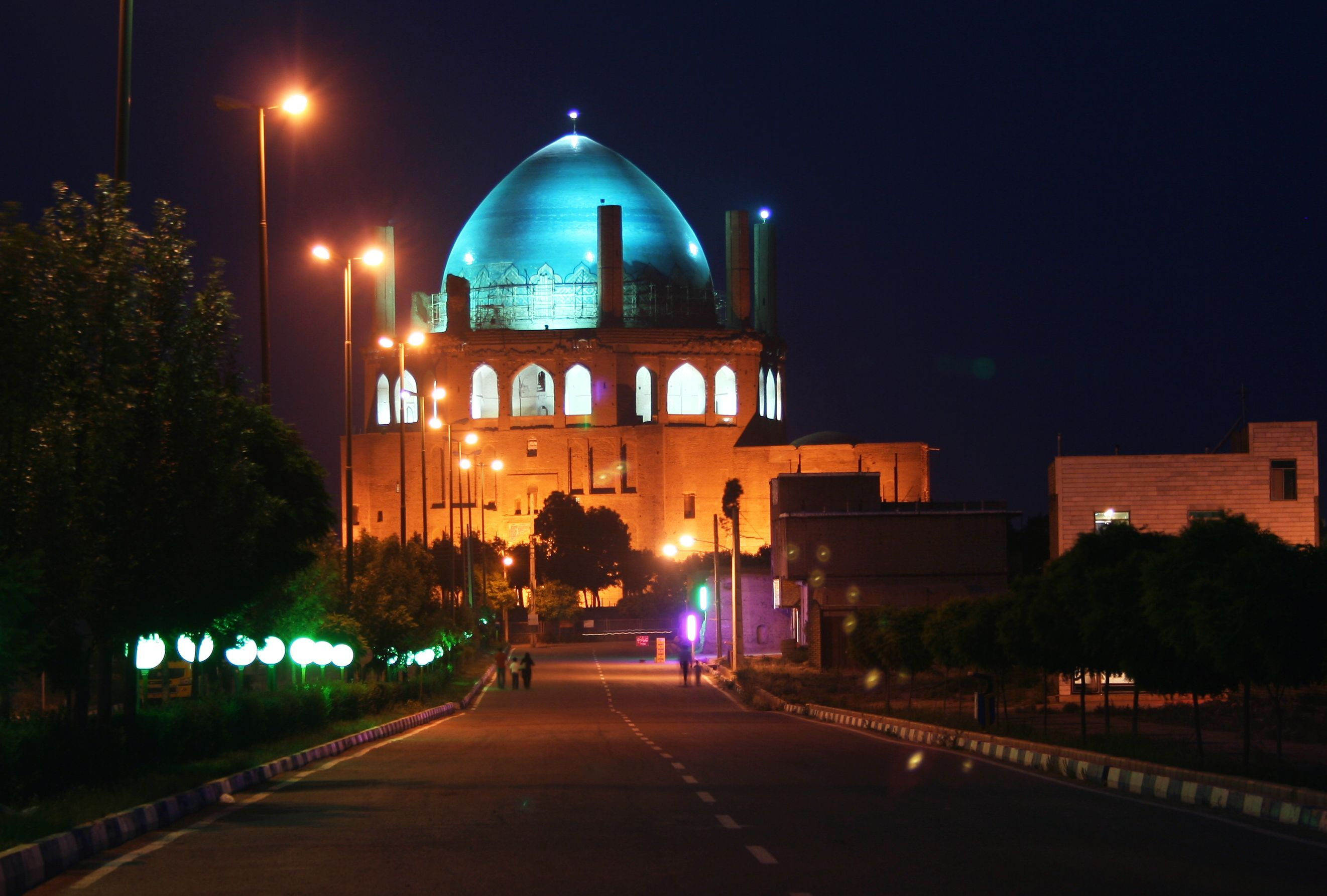
نمای گنبد در شب
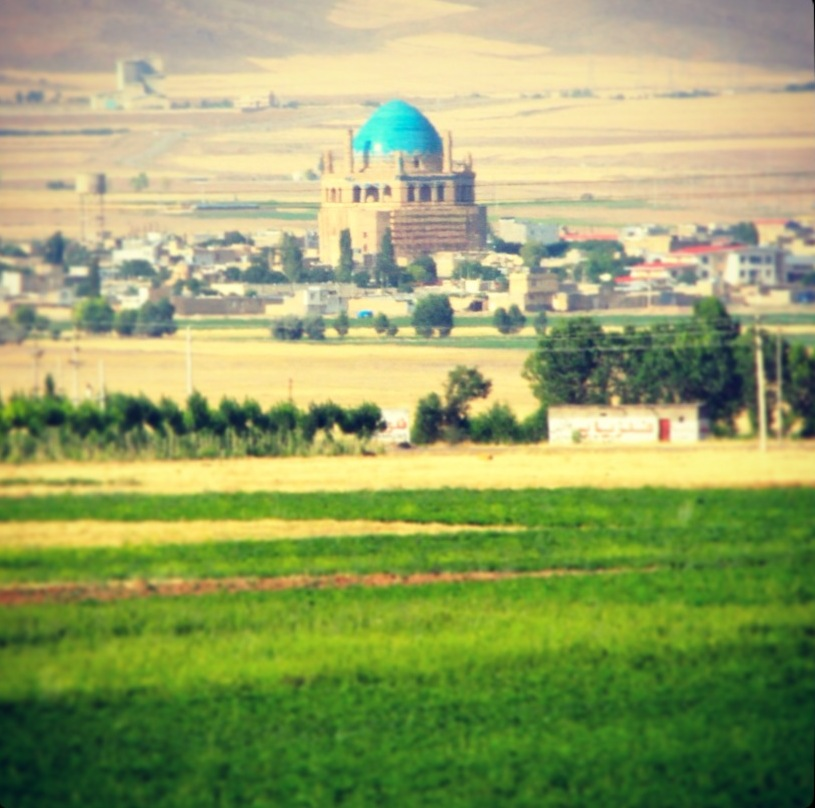
دورنمای گنبد
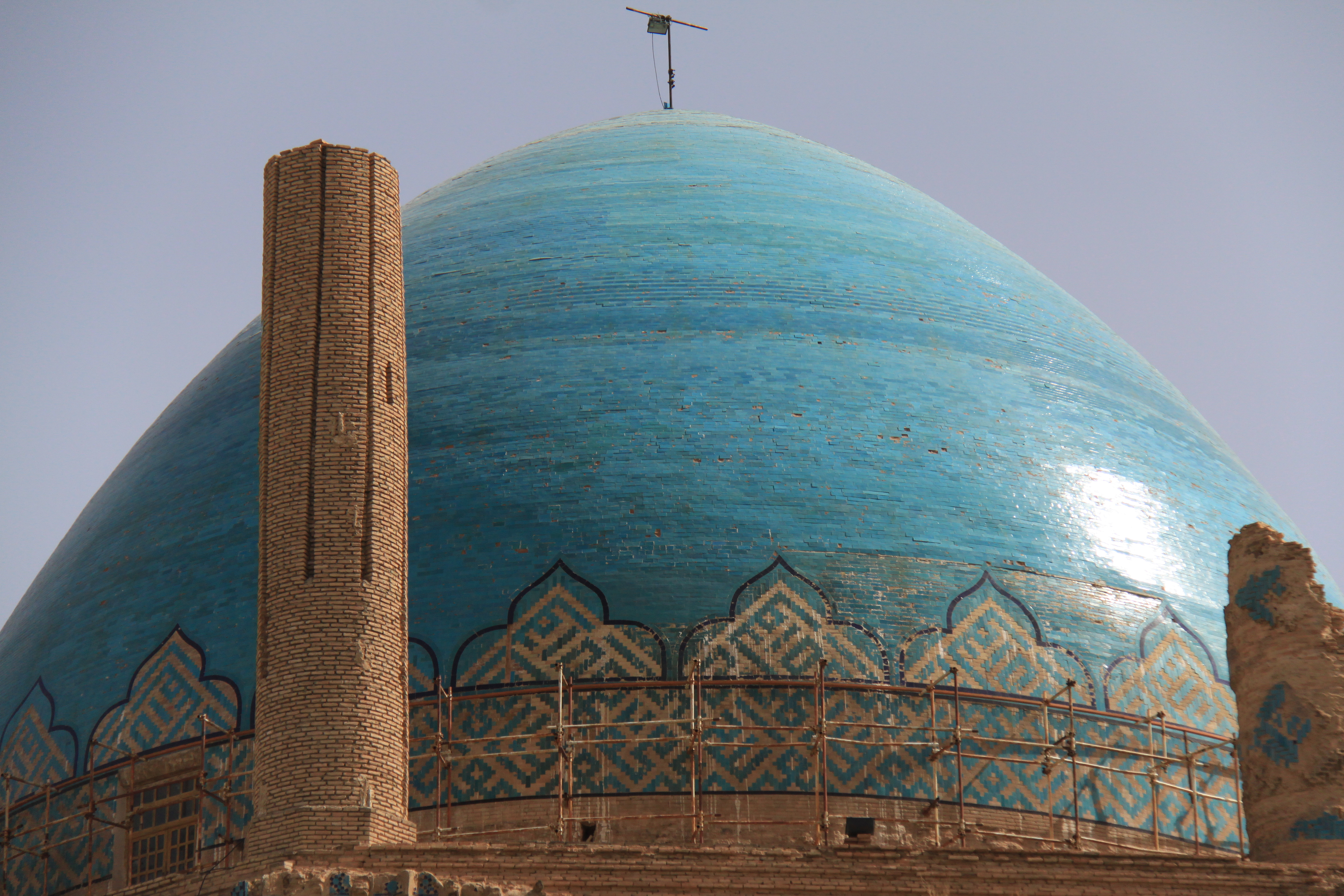
جزئیات گنبد
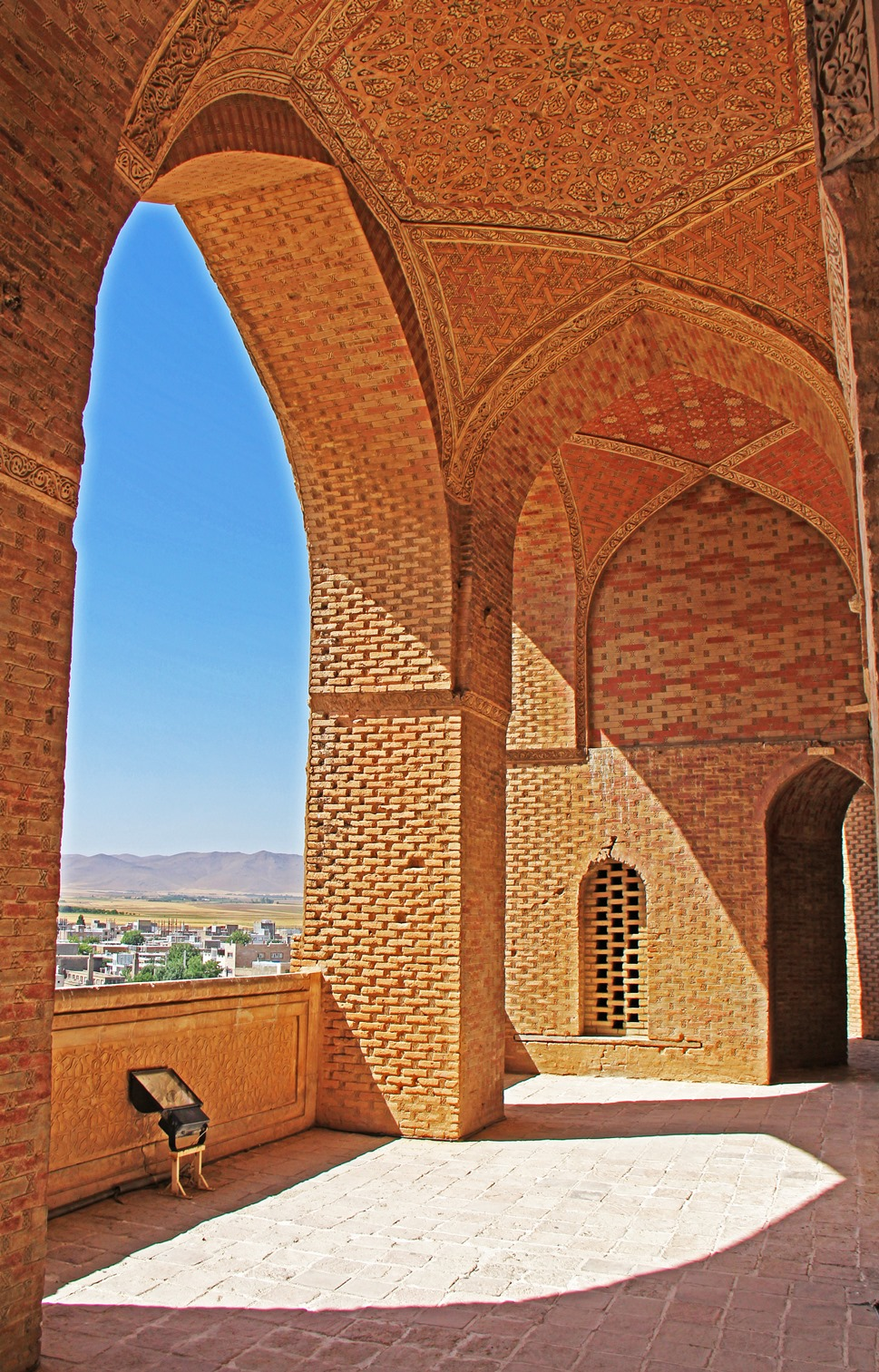
رواق زیر گنبد
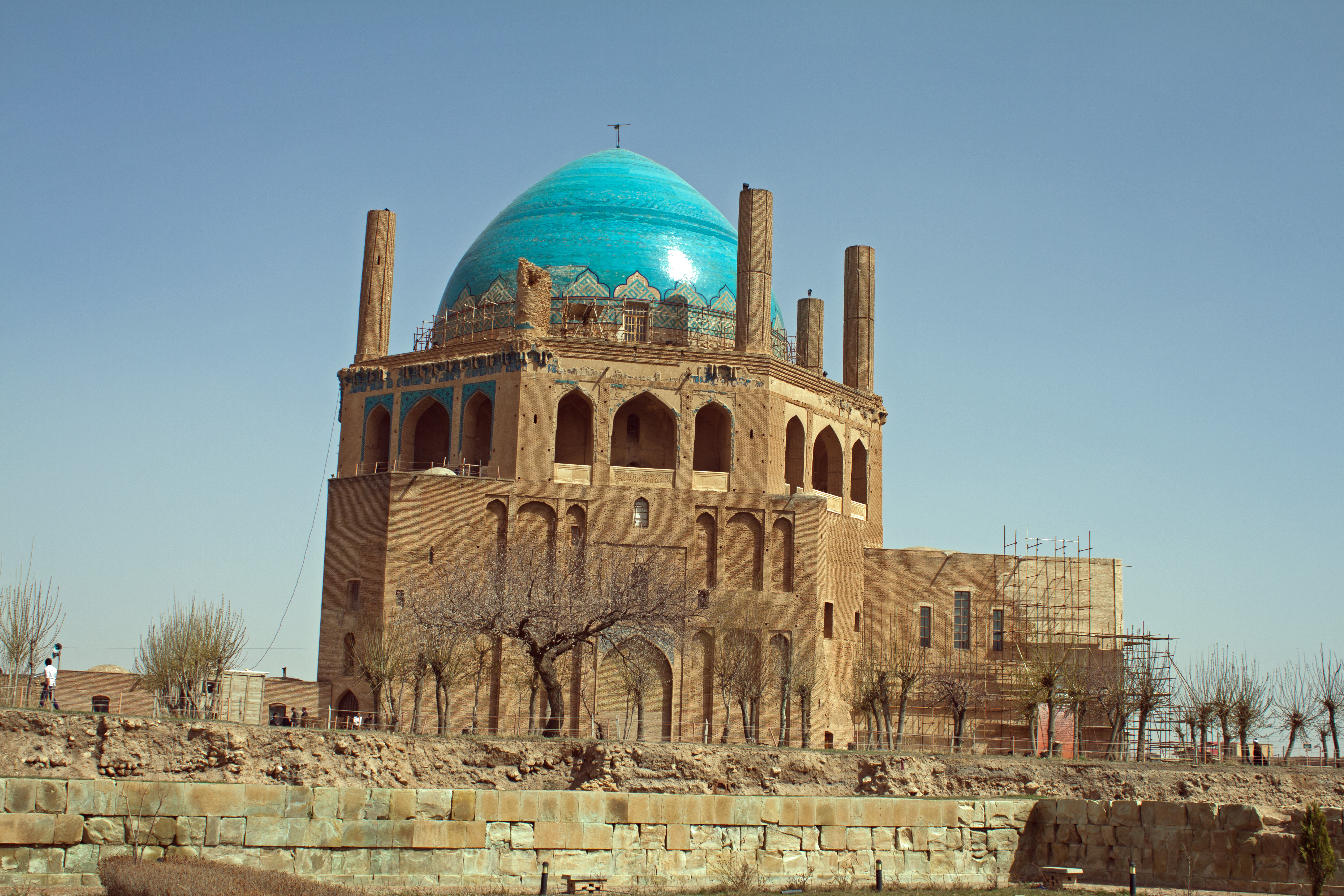
نمای عمومی بنا
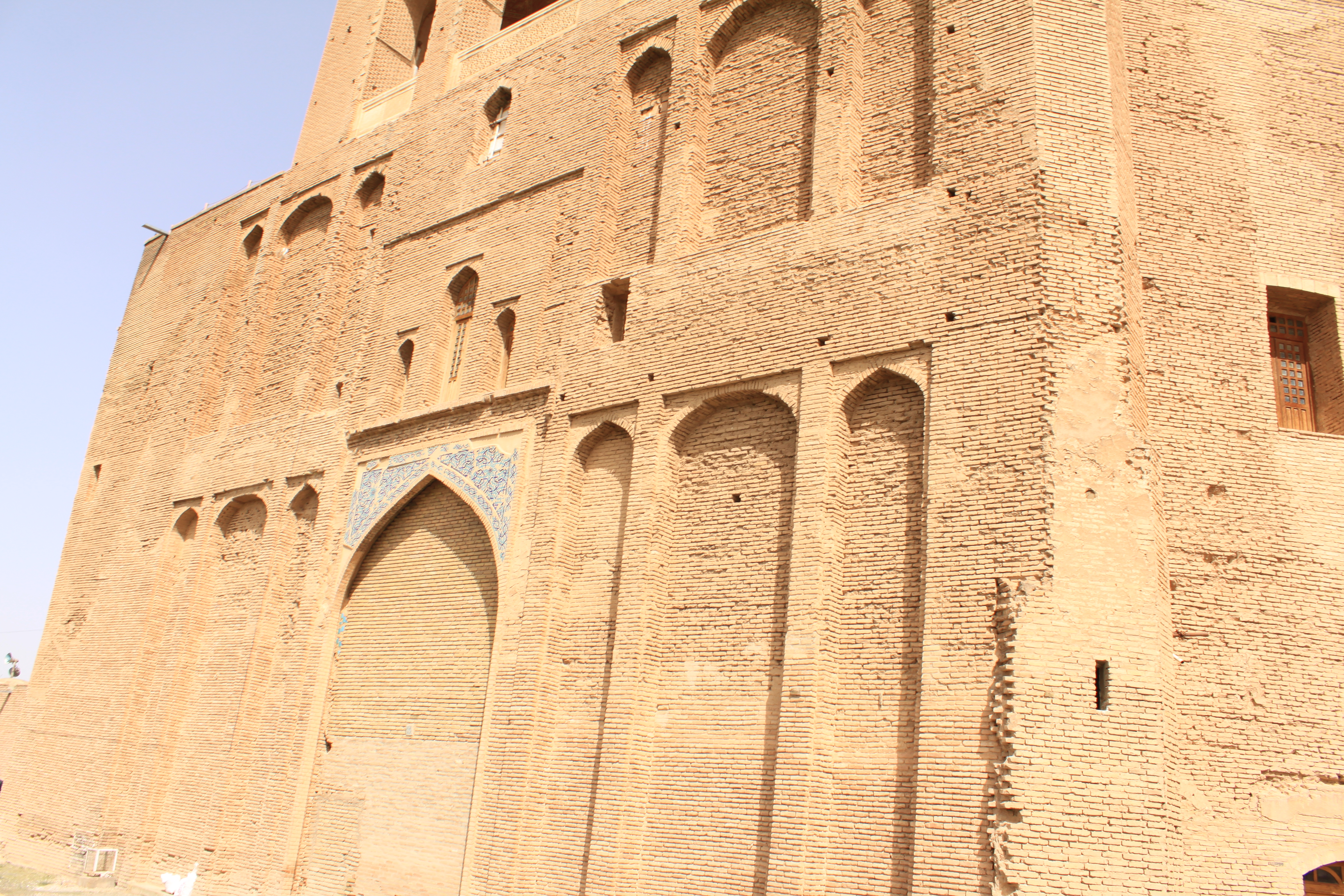
جزئیات دیوارها
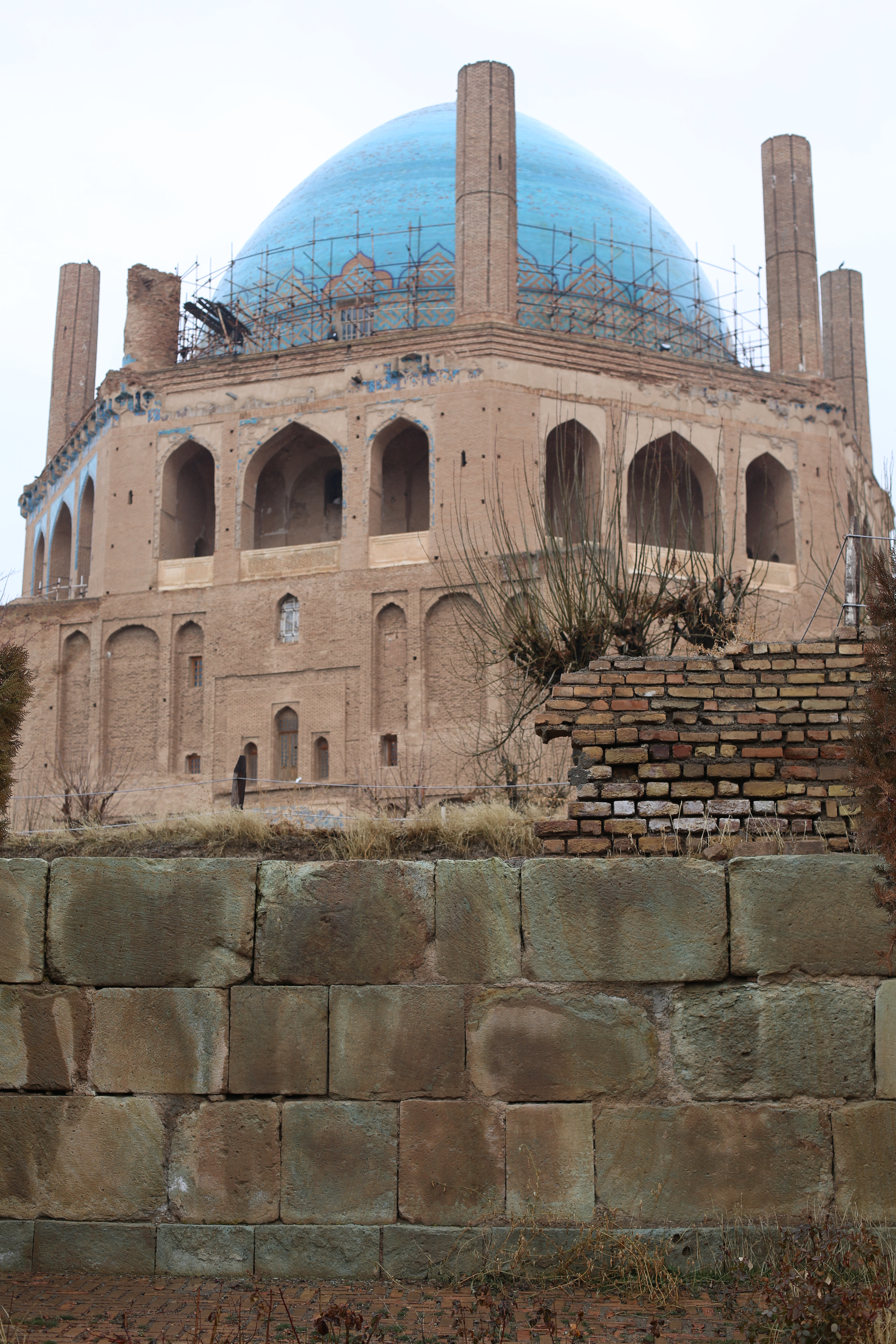
حصار سنگی گنبد سلطانیه
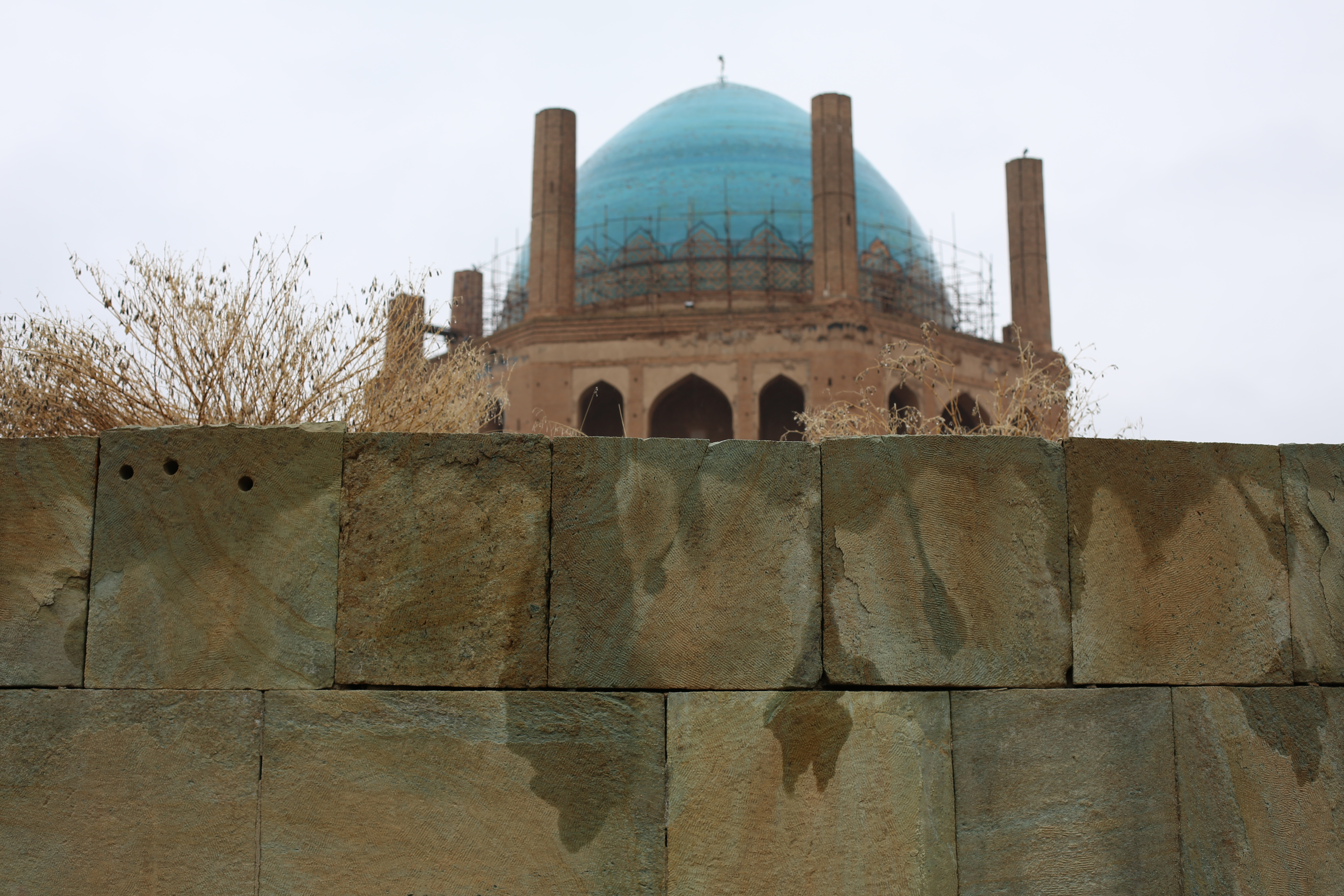
چشم انداز گنبد از کنار حصار سنگی سلطانیه